# Tetranychus triangularis
Tetranychus triangularis är en spindeldjursart som beskrevs av Meyer 1974. Tetranychus triangularis ingår i släktet Tetranychus och familjen Tetranychidae. Inga underarter finns listade i Catalogue of Life.